# Szálka
Szálka è un comune dell'Ungheria centro-meridionale di 580 abitanti (dati 2001). È situato nella contea di Tolna.